# Potamocaris estevesi
Potamocaris estevesi is een eenoogkreeftjessoort uit de familie van de Parastenocarididae. De wetenschappelijke naam van de soort is voor het eerst geldig gepubliceerd in 1991 door Reid.